# Elecciones generales de Reunión de 1988
Elecciones del Consejo General tuvieron lugar en Reunión entre septiembre y octubre de 1988. Los candidatos independientes de derecha surgieron como el bloque mayoritario del Consejo, obteniendo 19 escaños.

## Resultados
| Independientes de derecha         | 19 |
| Partido Comunista de Réunion      | 9  |
| Unión para la Democracia francesa | 6  |
| Agrupación por la República       | 4  |
| Partido Socialista                | 4  |
| Independientes de izquierda       | 2  |
| Votos en blanco/nulos             | –  |
| Total                             | 44 |
| Fuente: Europa World Year Book    |    |

## Desenlace
Después de las elecciones, el candidato independiente de derecha Eric Boyer fue elegido presidente del Consejo.